# Zagłębiowski Park Sportowy
Zagłębiowski Park Sportowy – kompleks sportowy położony przy Placu Zagłębia w Sosnowcu, na który składa się:
- stadion piłkarski
- hala sportowa
- stadion zimowy[1]

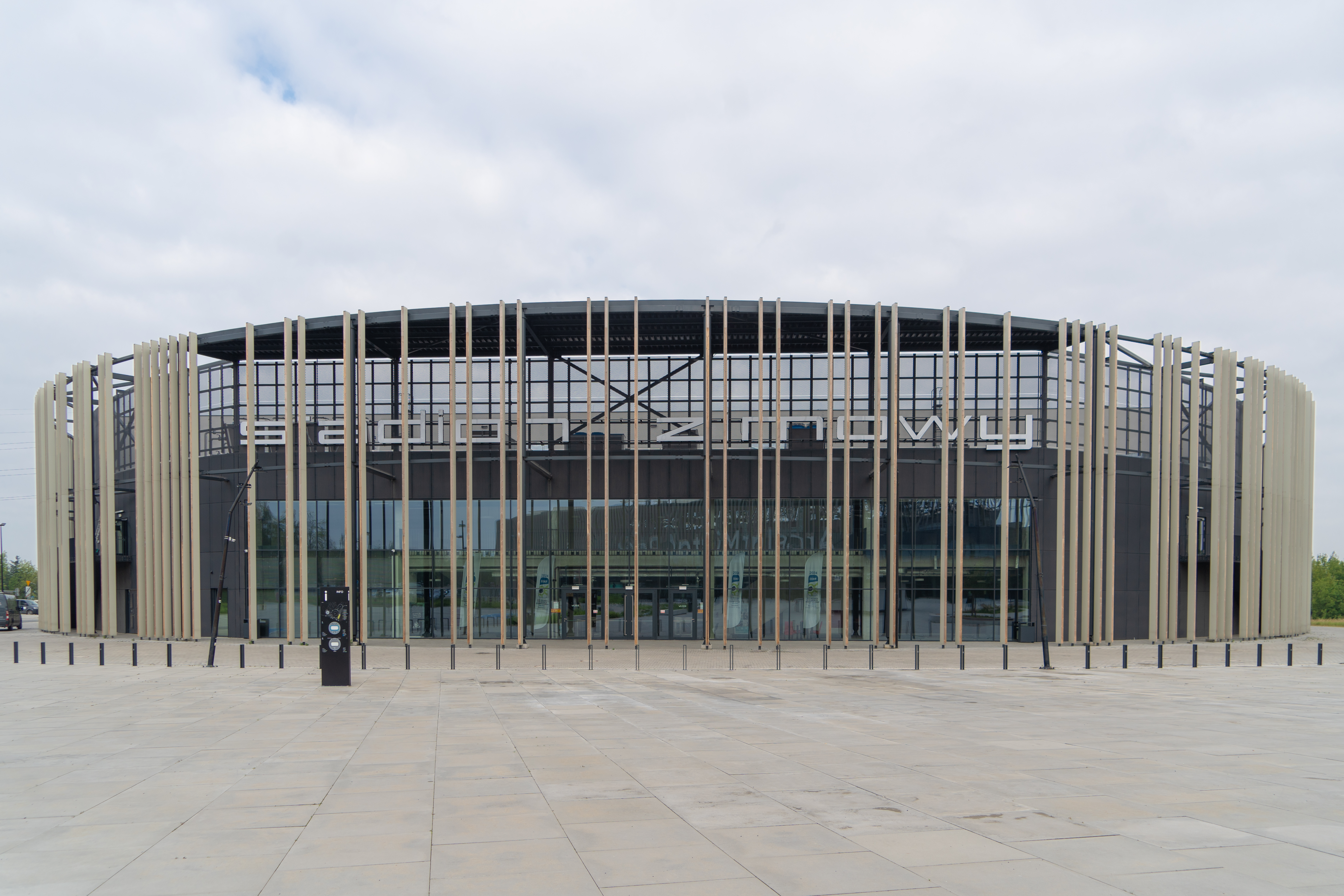
Stadion Zimowy
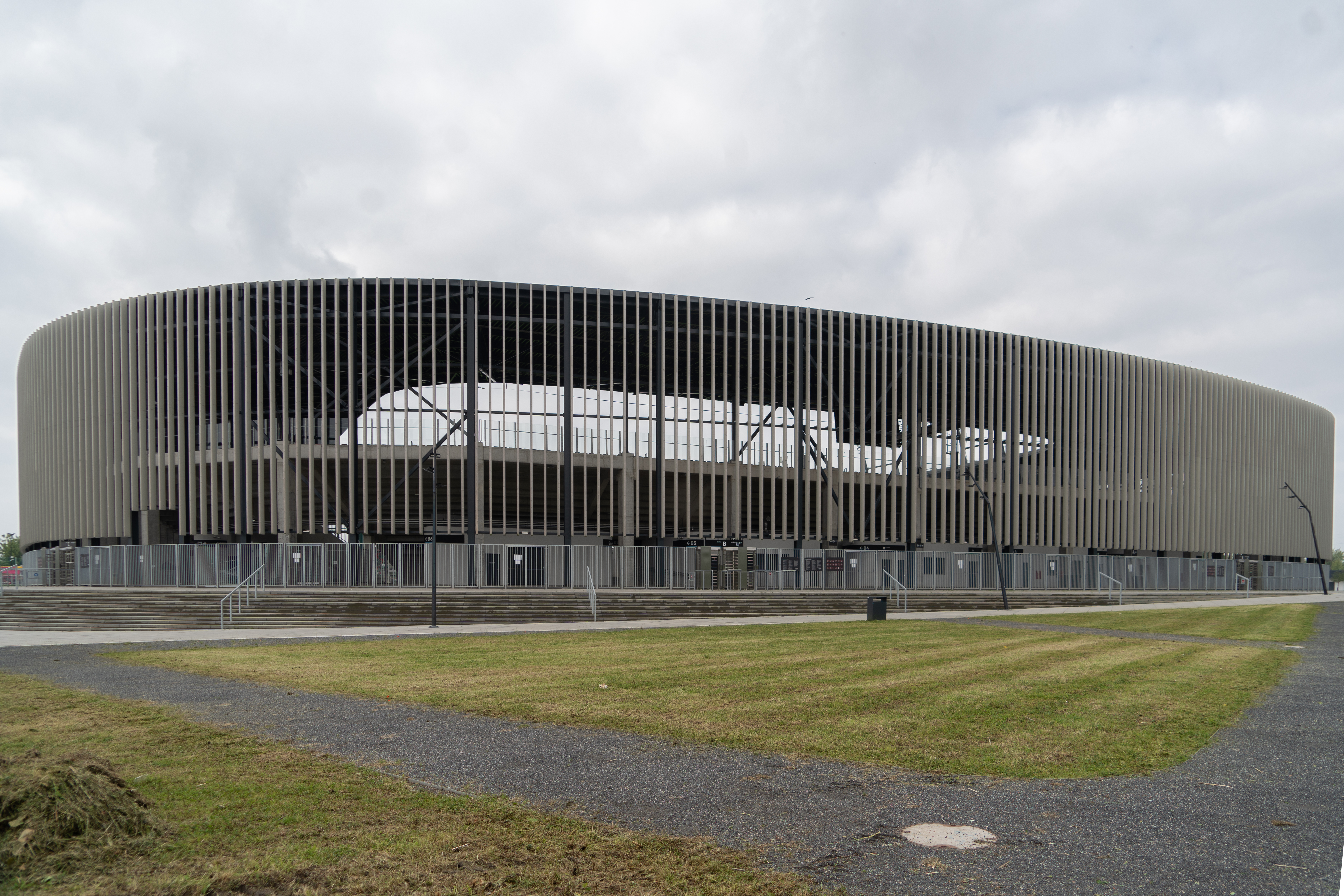
Stadion piłkarski ArcelorMittal Park
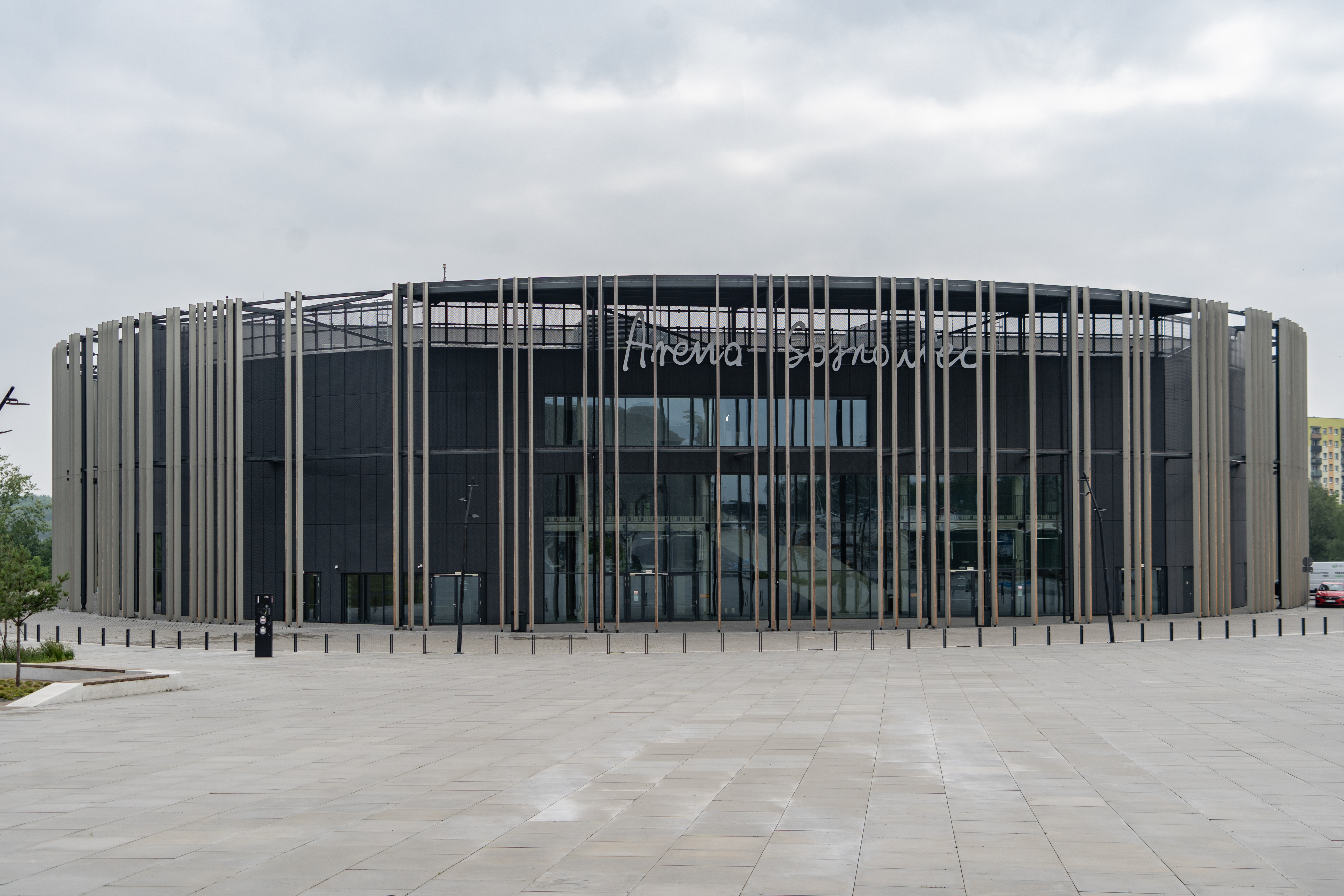
Arena Sosnowiec